# John Colin Gregory
John Colin Gregory (Beverley, 28 luglio 1903 – All England Lawn Tennis and Croquet Club, 10 gennaio 1959) è stato un tennista britannico.

## Carriera
L'anno più prolifico della carriera l'ha vissuto nel 1929 dove raggiunse tre finali tra singolare e doppio. Agli Australian Championships vinse nel match di singolare ma fu sconfitto in quello di doppio, stessa sorte che gli toccò anche pochi mesi più tardi sull'erba di Wimbledon.
Divenuto presidente del celebre All England Club di Wimbledon nel 1955, morì nel 1959 in uno spogliatoio della struttura al termine di un match.

## Finali del Grande Slam

### Singolare

#### Vinte (1)
| Anno | Torneo                   | Superficie | Avversario in finale | Punteggio          |
| ---- | ------------------------ | ---------- | -------------------- | ------------------ |
| 1929 | Australian Championships | Erba       | Richard Schlesinger  | 6-2, 6-2, 5-7, 7-5 |